# 2020年の交通
2020年の交通（2020ねんのこうつう）とは、2020年（令和2年）に起こった交通関係の出来事をまとめたページである。
2019年の交通 - 2020年の交通 - 2021年の交通

## 出来事の一覧

### 1月
- （海運） 全世界で船舶燃料の硫黄分濃度規制強化[1]
- （海運） 武漢新港大通国際航運（WDIS）が武漢港と西日本を結ぶコンテナ航路に参入[2]

### 2月
- （海運） パナマ運河で渇水対策のため上水サーチャージを導入[1]

### 3月
- 14日
  - （運航停止命令）  米国のアメリカ疾病予防管理センター (CDC) は、新型コロナウイルス流行を受け、米国内のクルーズ船の運航停止命令を出した[3]。

### 5月
- 31日
  - （ひき逃げ事件）  福島県田村郡三春町の国道288号でトラックを無免許で運転する男Xが国道沿いで清掃活動をしていた2人を確認後Uターンをし故意に人をはね[4][5]、はねられた2人が死亡した[4]。

### 6月
- 25日
  - （就航）  東海汽船が、新造船の3代目「さるびあ丸」を就航。2代目「さるびあ丸」は、同日の出航を最後に定期航路より引退[6]。

### 7月
- 13日
  - （就航）  東海汽船が、新造ジェット船「セブンアイランド結」を就航[7]。

### 8月
- 31日
  - （バス路線廃止）  京浜急行バスが、141系統のポートサイド - 横浜駅東口 - パシフィコ横浜線を廃止[8]。

### 11月
- （海運） 国際海事機関（IMO）第75回海洋環境保護委員会（MEPC75）で現存船の燃費性能規制や燃費実績の格付け制度などを盛り込んだGHG短期対策承認[1]